# Encarsia toticilia
Encarsia toticilia är en stekelart som beskrevs av Girault 1936. Encarsia toticilia ingår i släktet Encarsia och familjen växtlussteklar. Inga underarter finns listade i Catalogue of Life.